# Luzula flaccida
Luzula flaccida är en tågväxtart som först beskrevs av Franz Georg Philipp Buchenau, och fick sitt nu gällande namn av Elizabeth Edgar. Luzula flaccida ingår i Frylesläktet som ingår i familjen tågväxter. Inga underarter finns listade i Catalogue of Life.